# Kontaktimprovisation
Kontaktimprovisation har utvecklats internationellt sedan 1972 och kan beskrivas som en rörelseform eller mycket fri form av dans som lägger stor vikt vid gemensam improvisation. De deltagande, två eller flera personer, leker med vikt, balans och gravitation genom att hålla kontakt med olika kroppsdelar och påverka varandras rörelser och kroppsställning. Det finns tekniker för att ge och ta vikt, lyfta, falla, flyga, rulla, glida och vara upp och ned. 
Möten för att utöva kontaktimprovisation brukar kallas för ”jam”. Man kan delta i jammet genom att dansa, öva, vila eller titta på. Ofta använder man mjuka kläder och byxor som går över knäna så att det går att glida på golvet. Vissa har knäskydd och de allra flesta dansar barfota. 
Det finns även exempel på att kontaktimprovisation använts som scenkonst. Det finns festivaler, workshoppar och andra typer av mötesplatser för kontaktimprovisation runt om i Sverige och resten av världen. 

## Historia
Amerikanska dansaren och koreografen Steve Paxton skapade denna form av rörelse genom att använda sin tidigare aikidoträning. Han tillsammans med många andra pionjärer som Nancy Stark Smith, Danny Lepkoff, Lisa Nelson, Karen Nelson, Nita Little, Andrew Harwood och Ray Chung, deltog därmed i att skapa en konstsport som har olika inriktningar beroende på vilka som utövar det och i vilket sammanhang: experimentell dans, teaterform, pedagogiskt verktyg, social dans.
År 1975 funderade dansarna som arbetade med Steve Paxton på att patentera Contact Improvisation för att kontrollera dansformens undervisning och övning, huvudsakligen på grund av säkerhetsskäl. Denna idé förkastades för att i stället inrätta ett kommunikationsforum: det blev nyhetsbrevet grundat av Nancy Stark Smith, som utvecklades till tidskriften Contact Quarterly, som fortsätter att publiceras av den ideella organisationen Contact Collaborations.